# Collisione aerea di Nantes
La collisione aerea di Nantes del 1973 si verificò quando due aerei di linea in viaggio verso l'aeroporto di Londra Heathrow, destinazione finale per entrambi, si scontrarono sopra Nantes, in Francia, il 5 marzo 1973. Gli aerei coinvolti erano un McDonnell Douglas DC-9 di Iberia, partito da Palma di Maiorca, e un Convair 990 della Spantax decollato da Madrid. Tutte le 68 persone a bordo del DC-9 persero la vita. Il CV-990 riuscì ad effettuare con successo un atterraggio d'emergenza alla base aerea di Cognac - Châteaubernard.

## L'incidente
Il volo Iberia 504, un servizio di linea decollato da Palma di Maiorca, e il volo Spantax 400, un volo charter alzatosi in volo da Madrid, stavano entrambi attraversando la Francia in rotta verso l'aeroporto di Heathrow a Londra. Erano guidati dal controllo del traffico aereo militare francese mentre i controllori del traffico aereo civile del paese erano in sciopero. Il DC-9 dell'Iberia avrebbe dovuto raggiungere il VOR di Nantes alle 12:52 al livello di volo 290 (29.000 piedi), mentre il Convair CV-990 della Spantax avrebbe dovuto raggiungerlo alle 13:00 alla stessa quota. Entrambi i velivoli avevano ricevuto istruzioni dal controllo del traffico aereo del settore Marina presso la base dell'aeronautica francese a Mont-de-Marsan, che chiese loro di contattare l'ATC del settore Menhir presso la base dell'aeronautica francese a Brest. Lo Spantax 400 era al confine tra i settori e aveva difficoltà a sentire il controllore di Marina, inoltre non riceveva risposta a due richieste di girare in tondo per evitare di arrivare al VOR di Nantes prima delle 13:00 GMT. I piloti decisero di iniziare la manovra senza l'autorizzazione dell'ATC, e in mezzo alle nubi si scontrò con l'Iberia 504 alle 12:52 GMT. Il DC-9 perse il controllo, esplose e si spezzò a mezz'aria prima di schiantarsi al suolo.
Il CV-990 riuscì ad atterrare alla base aerea di Cognac - Châteaubernard con l'ala sinistra danneggiata. Una sopravvissuta, Betty Barrett, raccontò questo:
Morirono tutti i 61 passeggeri e i 7 membri dell'equipaggio del volo Iberia, tra cui Michael Jeffery, l'ex manager del gruppo The Animals e di Jimi Hendrix. 47 dei morti erano cittadini britannici. Nessuno a bordo del volo Spantax rimase ferito.

## Il rapporto
Le indagini sull'incidente vennero affidate dall'ente francese per gli incidenti aerei, il Bureau d'Enquêtes et d'Analyses pour la Sécurité de l'Aviation Civile. Nel loro rapporto riportarono di aver individuato difficoltà di comunicazione tra l'equipaggio di condotta del Convair CV-990 e il controllo del traffico aereo, nonché errori procedurali di entrambe le parti. La decisione unilaterale dell'equipaggio di virare l'aereo lo portò sulla traiettoria del DC-9. L'ATC aveva ipotizzato una separazione basata sul tempo dei due velivoli allo stesso livello di volo.

## Nella cultura di massa
L'evento è brevemente menzionato nella serie di documentari della MSNBC/The Weather Channel Why Planes Crash, nell'episodio della prima stagione "Collision Course". L'episodio include un'intervista con la sopravvissuta Betty Barrett e mostra le immagini del CV-990 danneggiato durante l'atterraggio.